# Las Ventas de Albares
Las Ventas de Albares es una localidad española del municipio de Torre del Bierzo, en la provincia de León, comunidad autónoma de Castilla y León, formando parte del Bierzo Alto, una de las zonas geográficas en que se divide la comarca de El Bierzo.

## Situación
En el cruce de la Carretera Nacional N-VI y la Carretera LE-463.
Las localidades más cercanas son:
- Bembibre
- Albares de la Ribera
- Viloria
- San Andrés de las Puentes
- Santibáñez del Toral

## Evolución demográfica
| 2000 | 2001 | 2002 | 2003 | 2004 | 2005 | 2006 | 2007 | 2008 | 2009 | 2010 | 2011 |
| 419  | 417  | 401  | 390  | 388  | 411  | 431  | 418  | 409  | 396  | 396  | 393  |

## Patrimonio

### Rutas jacobeas
Las Ventas de Albares forma parte de la ruta jacobea Camino de Manzanal.
- Datos: Q5970818